# Androncewo
Androncewo (ros. Андронцево) – wieś w Rosji, w rejonie wołogodzkim obwodu wołogodzkiego. W 2021 r. była niezamieszkana.